# Klaus Sandhage
Klaus Sandhage (* 7. Dezember 1936) ist ein deutscher Mediziner.

## Leben
Klaus Sandhage studierte Medizin an der Universität Würzburg und wurde dort 1961 zum Dr. med. promoviert und 1973 habilitiert. Er erhielt am 1. Oktober 1978 einen Ruf auf die Professur für Kinderheilkunde an die Julius-Maximilians-Universität Würzburg. Am 1. April 2002 wurde er emeritiert. Sandhage gilt als Experte auf dem Gebiet der Kinderkardiologie.
Seit 1958 ist er Bundesbruder der katholischen Studentenverbindung K.D.St.V. Thuringia Würzburg im CV.

## Schriften
- Über die Blutdruckhöhe in einem ambulanten intermedizinischen Krankengut, Würzburg 1961
- Elektrokardiogramm und Herzrhythmus des Neugeborenen unter der physiologischen Adaptation, Würzburg 1973
- Elektrokardiogramm und Herzrhythmus des Neugeborenen, Thieme Stuttgart 1978, ISBN 3-13-565201-7

| Personendaten    | Personendaten       |
| ---------------- | ------------------- |
| NAME             | Sandhage, Klaus     |
| KURZBESCHREIBUNG | deutscher Mediziner |
| GEBURTSDATUM     | 7. Dezember 1936    |